# Relações entre Brasil e Equador

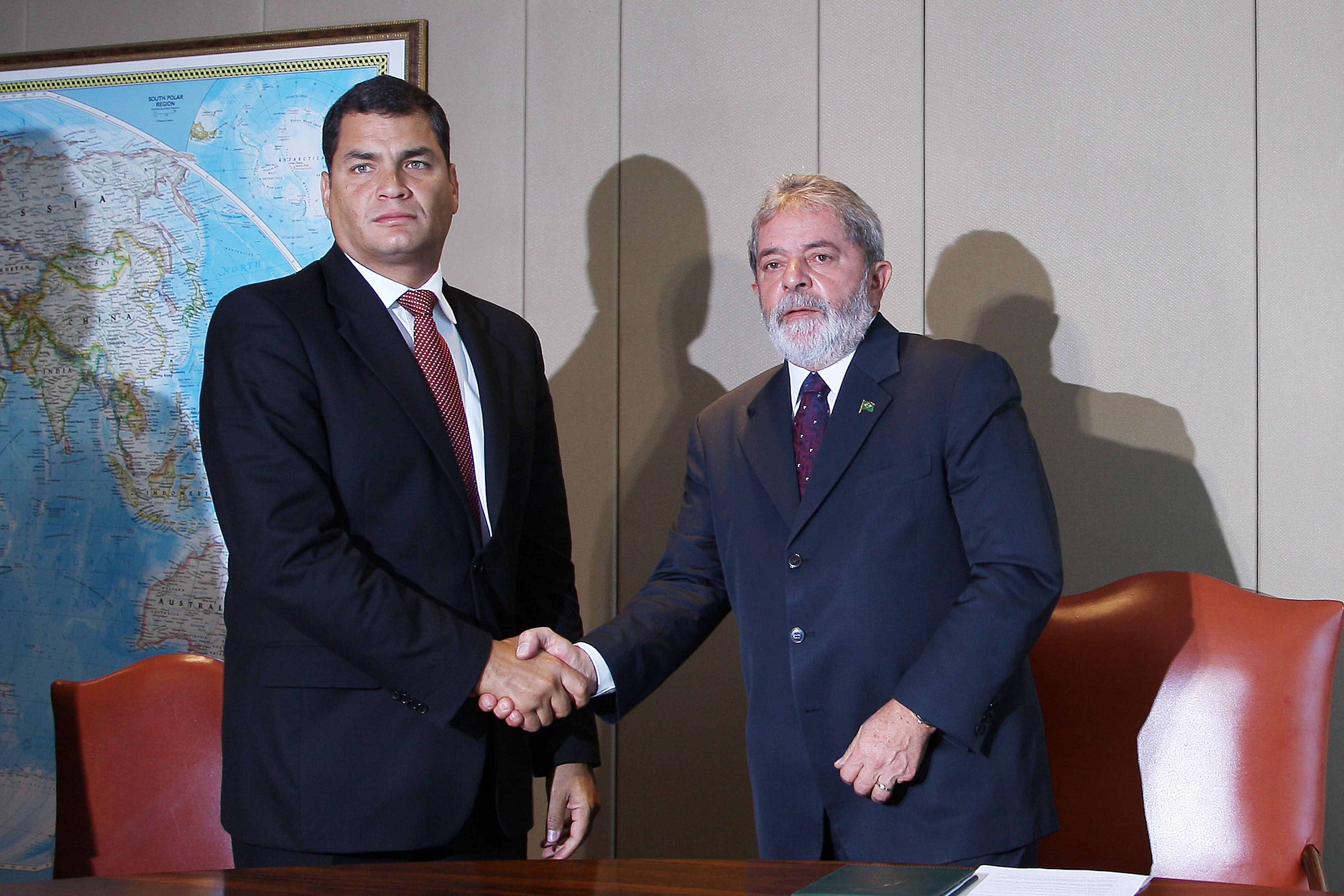
Os presidentes Rafael Correa e Luiz Inácio Lula da Silva, antes da reunião para discutir a crise diplomática que envolveu os governos equatoriano, colombiano e venezuelano.

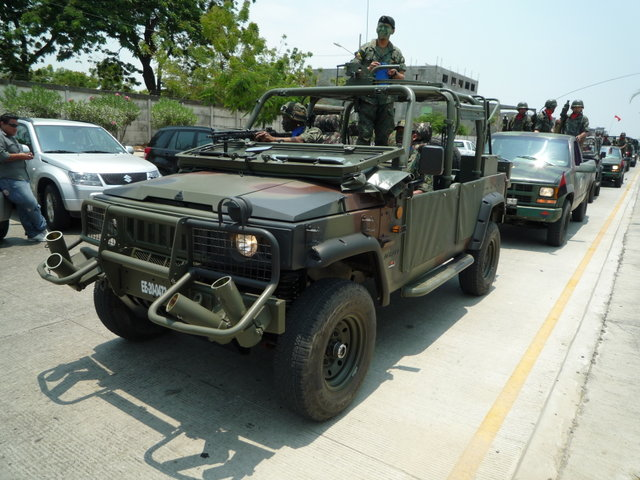
Veículos brasileiros Marrúa em serviço no Exército do Equador.

As relações entre Brasil e Equador são as relações diplomáticas estabelecidas entre a República Federativa do Brasil e a República do Equador. Estas relações foram estabelecidas no século XIX, mais precisamente em novembro de 1844 e, desde então, são marcadas pela proximidade e fluidez. O Brasil têm desempenhado um importante papel como facilitador dos acordos de paz entre o Equador e o Peru, que estiveram envolvidos em um conflito fronteiriço desde 1828. 
Os dois países buscam a integração regional, especialmente dos países da América do Sul, no âmbito da União de Nações Sul-Americanas, e da América Latina e Caribe, no âmbito da Comunidade de Estados Latino-Americanos e Caribenhos.
Além de Unasul e Celac, ambos também fazem parte, junto com Bolívia, Colômbia, Guiana, Peru, Suriname e Venezuela, da Organização do Tratado de Cooperação Amazônica, criada em 13 de julho de 1978, com o objetivo de impulsionar, por meio da cooperação sul-sul, o desenvolvimento sustentável da região, salvaguardando a soberania dos Estados membros sobre seus territórios amazônicos. Em 2004, o Equador tornou-se um Estado associado ao Mercosul.

## História

### Crise diplomática de 2008
Uma crise diplomática entre Brasília e Quito teve início em outubro de 2008, quando o presidente equatoriano, Rafael Correa, sem prévio aviso expulsou a construtora brasileira Odebrecht (atual OEC) do país. A empresa construiu, com recursos do BNDES, a hidrelétrica de San Francisco. A obra custou quase R$ 500 milhões e fornece, atualmente, 12% da energia de todo o Equador.
A hidrelétrica foi inaugurada em novembro de 2007, mas apenas sete meses depois teve que interromper suas operações, pois foram detectados erros estruturais em sua construção. Desde então, o governo equatoriano advertiu a empresa de que a construção teria apresentado falhas estruturais e que a interrupção do fornecimento de energia havia provocado diversos danos à população.
Diante dos problemas, Rafael Correa apresentou um ultimato à Odebrecht para reparar os danos na usina. Além disso, exigiu que a empresa pagasse uma indenização pelos danos e prejuízos provocados pelo desabastecimento de energia. Por sua vez, a empresa se recusou a pagar qualquer indenização ao governo equatoriano. Assim, as disputas se acirraram e desembocaram na expulsão da Odebrecht do Equador.
Após a expulsão da empresa, o presidente Luiz Inácio Lula da Silva respondeu com o cancelamento de uma visita ao país, que seria liderada pelo ministro dos transportes, Alfredo Nascimento. Imediatamente, o Equador lamentou a reação do governo brasileiro.

### Impeachment de Dilma Rousseff
Em 31 de agosto de 2016, após a confirmação do Impeachment de Dilma Rousseff pelo Senado do Brasil, o presidente equatoriano Rafael Correa afirmou em sua conta na rede social Twitter que iria retirar o embaixador do país no Brasil, devido ao ato que classificou de "uma apologia ao abuso e à traição".

## Doações
A Lei federal do Brasil nº 12.442, de 11 de julho de 2011 autorizou a doação de uma aeronave C-115 Buffalo do acervo da Força Aérea Brasileira à Força Terrestre Equatoriana.